# بژگ دولنه
بژگ دولنه (به لاتین: Brzeg Dolny) یک شهر در لهستان است که در گمینا بژگ دولنه واقع شده‌است. برزگ دالنی ۱۷٫۲۰ کیلومتر مربع مساحت و ۱۲٬۷۸۶ نفر جمعیت دارد.

## خواهرخوانده
شهرهای مو سنتنیان و چرنیاخوفسک خواهرخوانده‌های برزگ دالنی هستند.